# سفاح الجيزة (مسلسل)
سفاح الجيزة هو مسلسل جريمة وغموض مصري عُرض سنة 2023 على منصة شاهد، من إخراج هادي الباجوري، ومن إنتاج طارق نصر، ومن تأليف محمد صلاح العزب، ومن بطولة أحمد فهمي، وركين سعد، وباسم سمرة، وصلاح عبد الله، وحنان يوسف، وداليا شوقي. المسلسل مستوحى من أحداث حقيقية، حيث يحصد قاتل متسلسل الضحية تلو الأخرى، بينما يسعى ضابط مجتهد لوضع حد له قبل أن يضرب من جديد.
يتألف المسلسل من 8 حلقات وتجري أحداثه في إطار من التشويق والغموض وهو مستوحى من قصة حقيقية لمجرم قتل العديد من الأشخاص في منطقة الجيزة في مصر، وبعد أن ألقت قوات الأمن والشرطة القبض عليه حُكِمَ عليه بالإعدام عام 2021 ليكون واحدًا من أكثر القتلة المتسلسلين شهرة في المنطقة. تتوالى أحداث المسلسل لتروي قصة هذا المجرم ومحاولة رجال الشرطة إيجاد الدلائل الكافية لتحديد هويته والقبض عليه بعد اكتشاف العديد من الجرائم التي قام بها.
يركز هذا العمل على الشخصية المعقدة للسفاح والأسباب التي دفعته لارتكاب هذه الجرائم وقتل العديد من الأشخاص المقربين منه، وهو من «أعمال شاهد الأصلية» وقد تم عرضه عبر منصة «شاهد» ابتداءً من 25 أغسطس 2023.  

## قصة المسلسل
تدور أحداث المسلسل حول جابر، القاتل المتسلسل الذي يعاني من اضطرابات نفسية، والذي يحاول إخفاء الجانب المظلم من شخصيته خلف قناع من اللطف والود، فيقوم بقتل زوجته وصديقه، بالإضافة إلى أشخاص آخرين، مخلفًا حالة من الهلع في المناطق التي كان يرتكب هذه الجرائم فيها.
وبعد رحلة طويلة من التحقيقات التي يجريها ضابط الشرطة حازم، ينجح بمعرفة هوية المجرم والقبض عليه وتسليمه للعدالة لينال جزاءه.

## طاقم التمثيل
- أحمد فهمي بدور جابر
- ركين سعد بدور زينة
- باسم سمرة بدور الضابط حازم
- حنان يوسف بدور والدة جابر
- صلاح عبد الله بدور سيد الطويل
- داليا شوقي بدور سلمى
- ميمي جمال بدور صباح
- لبنى ونس بدور والدة نور
- إنجي أبو السعود بدور نور
- أحمد فهيم بدور رضوان
- هايدي خالد بدور هالة
- جيهان الشماشرجي بدور نجلاء
- ريم حجاب بدور فادية
- محمد عبد العظيم بدور والد زينة
- ناهد رشدي بدور والدة زينة
- مازن علوان بدور آدم
- عمر شرقي بدور رامي
- عزيز علي بدور معتز
- نسمة بهي بدور رحاب

## روابط خارجية
- سفاح الجيزة على موقع IMDb (الإنجليزية)
- سفاح الجيزة على موقع قاعدة بيانات الأفلام العربية
- سفاح الجيزة على موقع قاعدة بيانات الفيلم (الإنجليزية)